# Aritz Elustondo
Aritz Elustondo Irribarria, né le 28 mars 1994 à Saint-Sébastien (Espagne), est un footballeur espagnol qui évolue au poste d'arrière droit à la Real Sociedad.

## Biographie

### Carrière en club
Aritz Elustondo signe un contrat professionnel avec son club formateur de la Real Sociedad en 2012. Il est ensuite prêté au club SD Beasain le 13 juillet 2012 pour une saison.
Il commence son premier match avec son club formateur le 14 janvier 2015 contre le Villarreal Club de Fútbol (match nul 2-2), en Coupe d'Espagne de football.
Le 3 février 2018, Aritz prolonge son contrat avec la Real Sociedad jusqu'en 2022.

### Carrière en sélection
Le 28 mars 2016, il réalise ses débuts en faveur de l'équipe d'Espagne espoirs, lors d'un match contre la Norvège.

## Statistiques

### Statistiques détaillées
| Saison                | Club                  | Championnat           | Championnat | Championnat | Coupe(s) nationale(s) | Coupe(s) nationale(s) | Compétition(s) continentale(s) | Compétition(s) continentale(s) | Compétition(s) continentale(s) | Total | Total |
| Saison                | Club                  | Division              | M.          | B.          | M.                    | B.                    | Comp.                          | M.                             | B.                             | M.    | B.    |
| 2014-2015             | Real Sociedad         | Liga                  | 4           | 1           | 2                     | 0                     | -                              | -                              | -                              | 6     | 1     |
| 2015-2016             | Real Sociedad         | Liga                  | 31          | 1           | -                     | -                     | -                              | -                              | -                              | 31    | 1     |
| 2016-2017             | Real Sociedad         | Liga                  | 9           | 0           | 3                     | 0                     | -                              | -                              | -                              | 12    | 0     |
| 2017-2018             | Real Sociedad         | Liga                  | 19          | 3           | -                     | -                     | C3                             | 5                              | 0                              | 24    | 3     |
| 2018-2019             | Real Sociedad         | Liga                  | 27          | 1           | 2                     | 0                     | -                              | -                              | -                              | 29    | 1     |
| 2019-2020             | Real Sociedad         | Liga                  | 22          | 0           | 5                     | 0                     | -                              | -                              | -                              | 27    | 0     |
| 2020-2021             | Real Sociedad         | Liga                  | 23          | 1           | 2                     | 0                     | C3                             | 3                              | 0                              | 28    | 1     |
| 2021-2022             | Real Sociedad         | Liga                  | 30          | 4           | 4                     | 0                     | C3                             | 6                              | 0                              | 40    | 4     |
| 2022-2023             | Real Sociedad         | Liga                  | 25          | 0           | 5                     | 0                     | C3                             | 6                              | 1                              | 36    | 1     |
| 2023-2024             | Real Sociedad         | Liga                  | 15          | 0           | 5                     | 0                     | C1                             | 5                              | 0                              | 25    | 0     |
| 2024-2025             | Real Sociedad         | Liga                  | 22          | 0           | 3                     | 0                     | C3                             | 10                             | 0                              | 35    | 0     |
| Total sur la carrière | Total sur la carrière | Total sur la carrière | 227         | 11          | 31                    | 0                     | -                              | 35                             | 1                              | 293   | 12    |